# ولدیا
ولدیا (به لاتین: Weldiya) یک شهر در اتیوپی است که در منطقه امهارا واقع شده‌است. ولدیا ۱۸۰٫۰۰۰ نفر جمعیت دارد و ۲٬۱۱۲ متر بالاتر از سطح دریا واقع شده‌است.